# Sorring-tårnet
Sorring-tårnet er et 66 m højt radiokædetårn, beliggende ved Sorring i Silkeborg Kommune. Tårnet er opført i 1962 ved højdepunktet Sorring Loddenhøj og befinder sig i en terrænkote på 142,5 m.o.h. Medtager man gittermasten på tårnets top er højden på bygningsværket 87 m og i alt ca. 229 m.o.h. Det grønne tårn er bygget af jernbeton ved firmaet Wright, Thomsen & Kier og har en diameter på 7 m. Det blev i sin tid opført på ca. 14 dage og er udstyret med et indre stillads med forskellige balkoner bundet sammen af trapper.
Sorring-tårnet har som radiokædetårn primært været forbundet med lignende tårne ved Herning og Vejle, indtil man d. 31. oktober 2009 erstattede de gamle VHF- og UHF-signaler med de digitale MUX-kanaler. Radiokædetårnet bruges i dag primært som sendemast for mobiltelefoni og alm. telefoni samt datatrafik. Også Rigspolitiet gør brug af tårnet til radiokommunikation.